# Cantonul Marvejols
Cantonul Marvejols este un canton din arondismentul Mende, departamentul Lozère, regiunea Languedoc-Roussillon, Franța.

## Comune
- Antrenas
- Le Buisson
- Gabrias
- Grèzes
- Marvejols (reședință)
- Montrodat
- Palhers
- Recoules-de-Fumas
- Saint-Bonnet-de-Chirac
- Saint-Laurent-de-Muret
- Saint-Léger-de-Peyre